# Минас (Эфиопия)
Минас (геэз: ሜናስ mēnās), тронное имя Адмас-Сагад I (геэз: አድማስ ሰገድ admās sagad, амх. ādmās seged, «перед кем склоняется горизонт»), (? — 1 февраля 1563), император (нгусэ нэгест) Эфиопии в 1559—1563 годах из Соломоновой династии. Сын императора Давида II, брат императора Клавдия.

## Биография
Согласно генеалогии Джеймса Брюса, отец Минаса Либнэ Дынгыль женил его на дочери Робела, губернатора провинций Бора и Селаве, которая, став императрицей, приняла имя Адимас Моас. У них было двое детей: Фиктор и Теодора.
Во время вторжения в Эфиопию Ахмеда ибн Ибрагима аль-Гази Минас был захвачен в плен, при этом с ним обращались как с благородным пленником. В 1542 году Ахмад аль-Гази отправил Минаса в качестве подарка султану Йемена в обмен на военную помощь со стороны последнего. Однако сын самого аль-Гази был взят в плен во время битвы при Зэнтере, и Клавдий обменял его на своего брата Минаса.
Вскоре после восшествия на престол совершил поход против фалаша в провинции Гондэр.
Изгнал иезуитского епископа Андре де Овьедо и его сопровождающих в деревню между Аксумом и Адуа, называвшуюся Майгвагва (тигринья may gwagwa «шумная вода»), которую иезуиты переименовали во Фремону по имени миссионера Фрументиуса. Запретил эфиопам соблюдать католические обычаи.
Спустя год его царствования бахри-негус Исхак поднял мятеж в провинции Тыграй, объявив Тазкаро, незаконного сына брата Минаса Йакоба, императором. Тазкаро получил поддержку португальцев, последовавших в Эфиопию за Криштованом да Гама, а также якобы «первых лиц государства». Этот мятеж продлился до конца короткого царствования Минаса. Он пошел походом на Ласту, Исхак отступил в Шире. Там император настиг и разбил его, затем вернулся на юг в Имфраз, где одержал победу над оставшимися сторонниками Тазкаро 2 июля 1561 года. Тазкаро был пленён, и Минас приказал казнить его, сбросив со скалы Ламалмон.
Однако Исхак, получив поддержку паши Оздемира, провозгласил императором Маркоса, малолетнего брата Тазкаро. Минас пошел походом на север, но потерпел поражение от Исхака в Индерте. Согласно Царским хроникам, император отступил к Атронса Марьям для перегруппировки для нового броска против бахри-негуса, но слег с лихорадкой во время похода и умер в Коло 1 февраля 1563 года. Согласно европейским авторам, таким как Хиоб Лудольф и Бальтазар Тельес, Минас был убит при попытке бегства с места сражения.